# Joachimus Lunsingh Tonckens (1817-1893)
Joachimus Lunsingh Tonckens (Westervelde, 28 maart 1817 - Den Haag, 1 april 1893) was een Nederlandse arts en burgemeester.

## Leven en werk

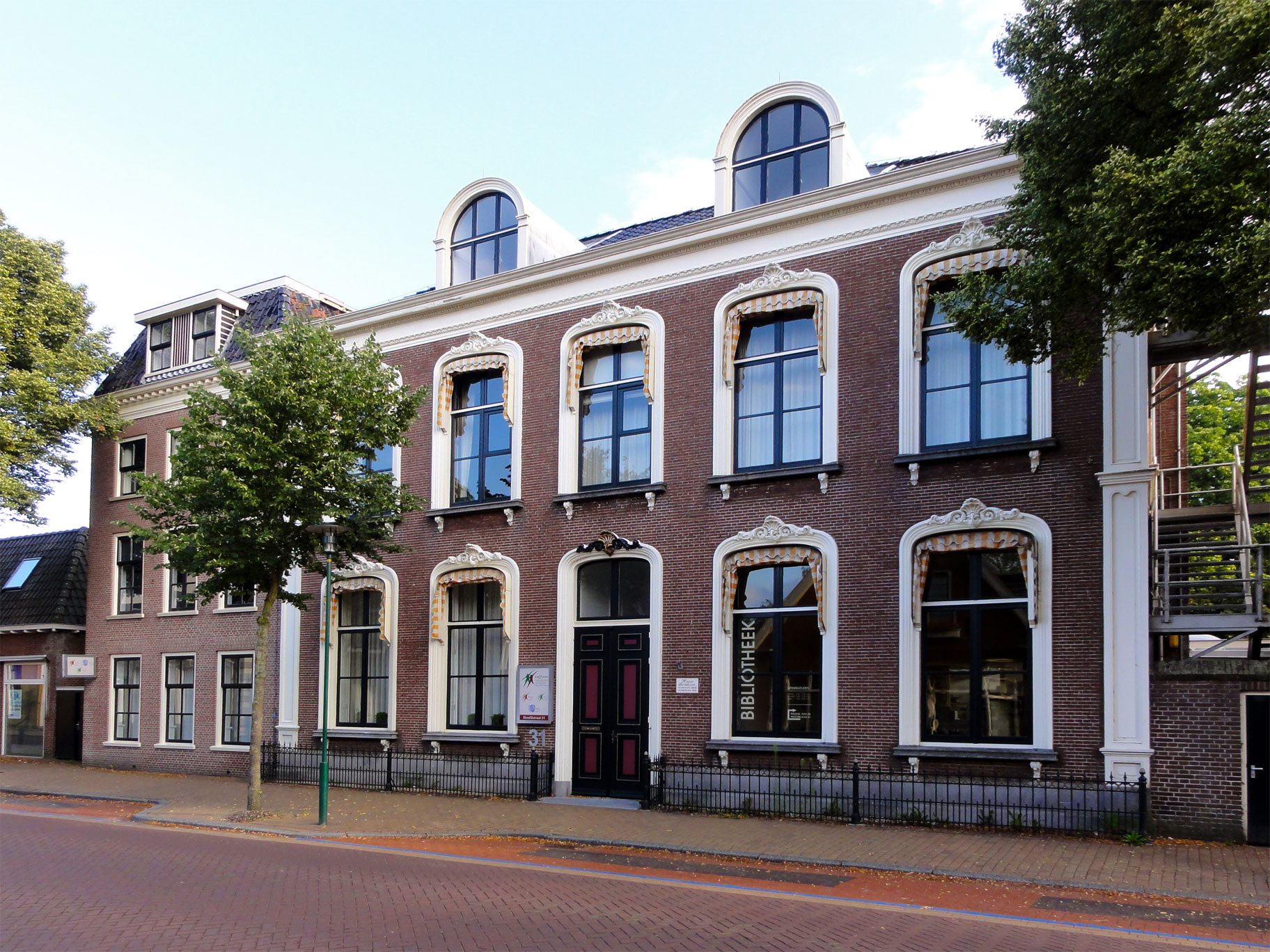
Bordena, de woning die Tonckens in 1868 liet bouwen in Beetsterzwaag

Tonckens was een zoon van de landbouwer en wethouder van Smilde Elzo Tonckens en Elisabeth Reinders Nijensikkinge. Hij was een kleinzoon van Joachimus Lunsingh Tonckens, eigenaar van Huis te Westerveld of de Tonckensborg. Hij studeerde medicijnen aan de universiteit van Groningen en promoveerde aldaar in 1842 tot medisch doctor en in 1843 tot doctor in de verloskunde. Hij vestigde zich als arts te Beetsterzwaag. Als buurman van de familie Van Teyens ontving hij de enorme erfenis van dit geslacht, dat geen nakomelingen had. Hij liet aldaar in 1868 het monumentale pand Bordena aan de Hoofdstraat 31 bouwen. Hij was lid van Provinciale Staten van Friesland. In 1865 werd hij benoemd tot burgemeester van Opsterland. Deze functie legde hij in januari 1873 neer. Hij verhuisde naar 's-Gravenhage, waar hij in 1893 op 76-jarige leeftijd overleed.
Tonckens huwde op 15 juli 1847 te Leeuwarden met de aldaar geboren Helena Aletta Koumans Smeding, dochter van Pieter Koumans Smeding, uitgever van de Leeuwarder Courant en Johanna Vitringa Coulon. Uit dit huwelijk werden vijf dochters geboren. Zijn broer Sijbrandus Hellinga was burgemeester van Odoorn.

### Bekende erfeniskwestie: de schat van Beetsterzwaag
De laatste drie naamdragers Van Teyens overleden zonder nageslacht en de erfenis ging naar buurman en arts Tonckens. In Beetsterzwaag gingen verhalen rond over de vermeende moord van Oene en Etta van Teyens door dokter Tonckens. De nazaten van Froukje Alberts, vrouw van vader Benedictus van Teyens (1736-1816), hebben nog tot 1965 geprocedeerd over de erfenis. Deze is echter nooit door een rechter ongedaan gemaakt.